# Une collaboration : Corneille et Molière
Une collaboration : Corneille et Molière est un tableau du peintre français Jean-Léon Gérôme. C’est une peinture à l'huile sur toile de 48,3 × 67,3 cm réalisée vers 1873, et représentant la collaboration entre Molière et Corneille pour la pièce Psyché.
L'œuvre est exposée au Salon de 1874 en même temps que L’Éminence grise. Elle est achetée pour 30 000 frs par Alexander Turney Stewart, qui l'acquiert la même année que Pollice verso. En effet, Gérôme qui a envoyé plusieurs toiles lors de ce salon gagne une médaille d’or, ce qui lui vaut l’intérêt des collectionneurs américains. La cote de l’artiste va retomber à la fin des années 1880 : à la vente de la collection Stewart, le tableau a perdu un tiers de sa valeur. Il est acquis en 2021 par le musée d'Art de Denver, à Denver, dans le Colorado, aux États-Unis.

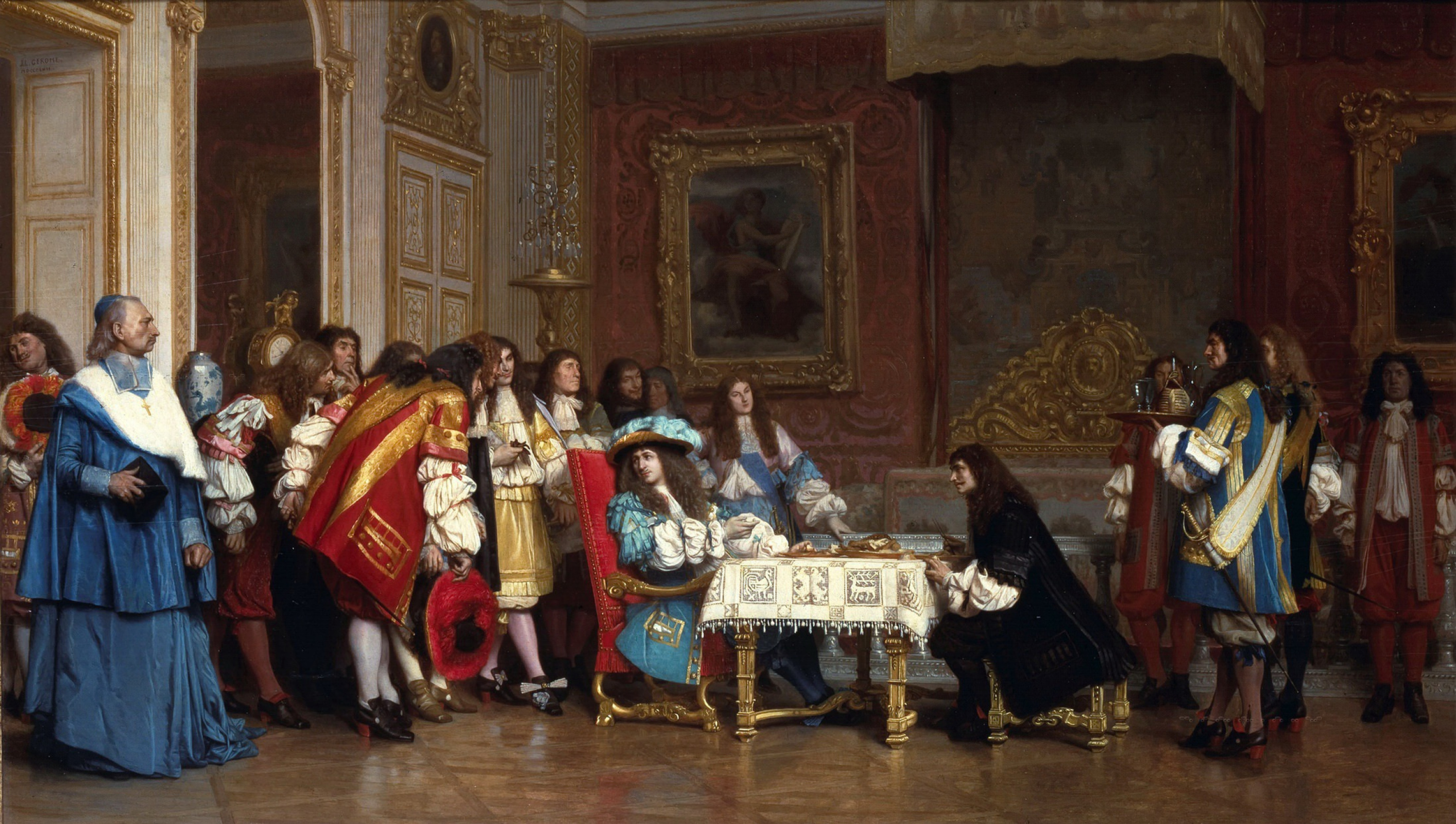
Louis XIV et Molière.
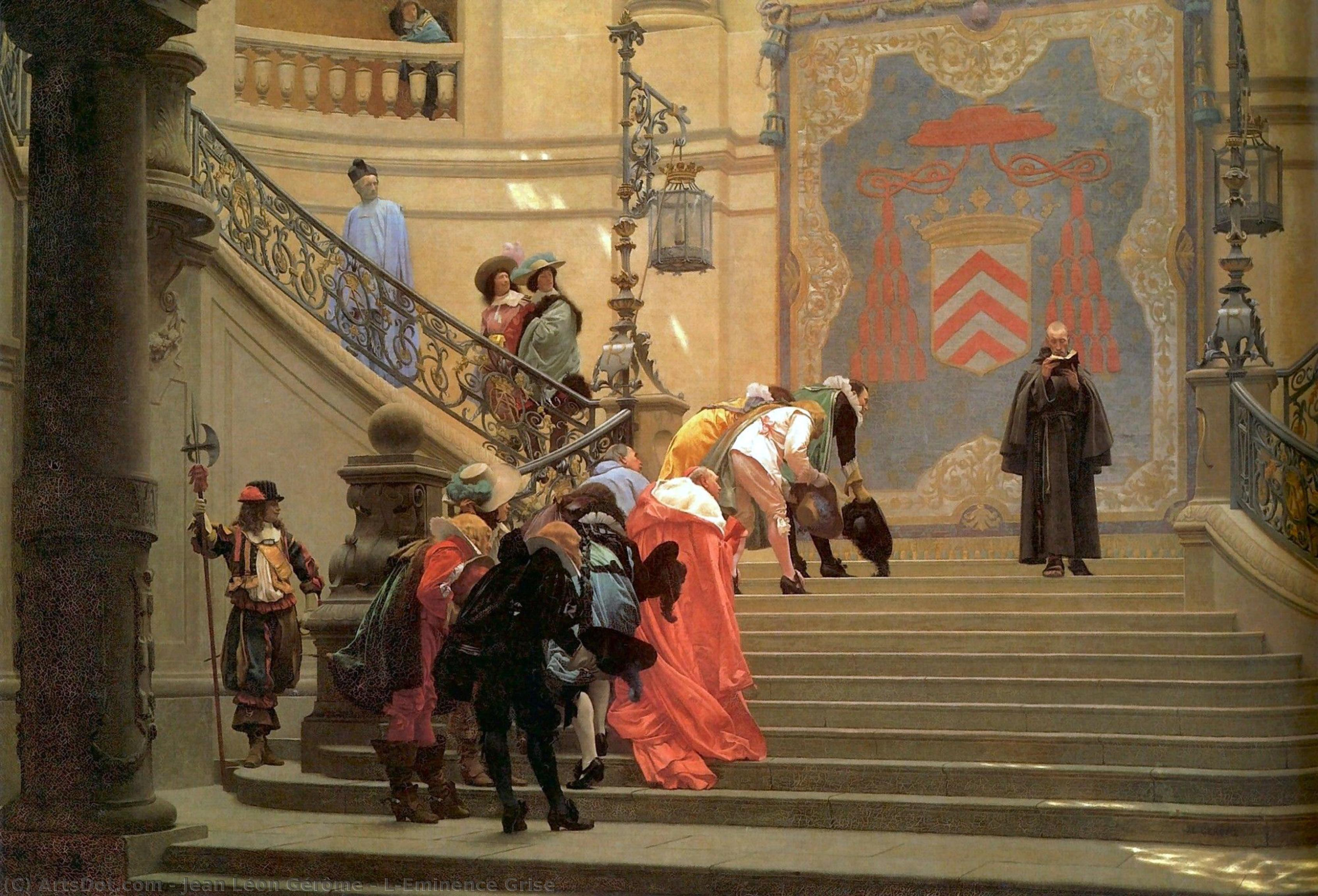
L'Éminence grise.
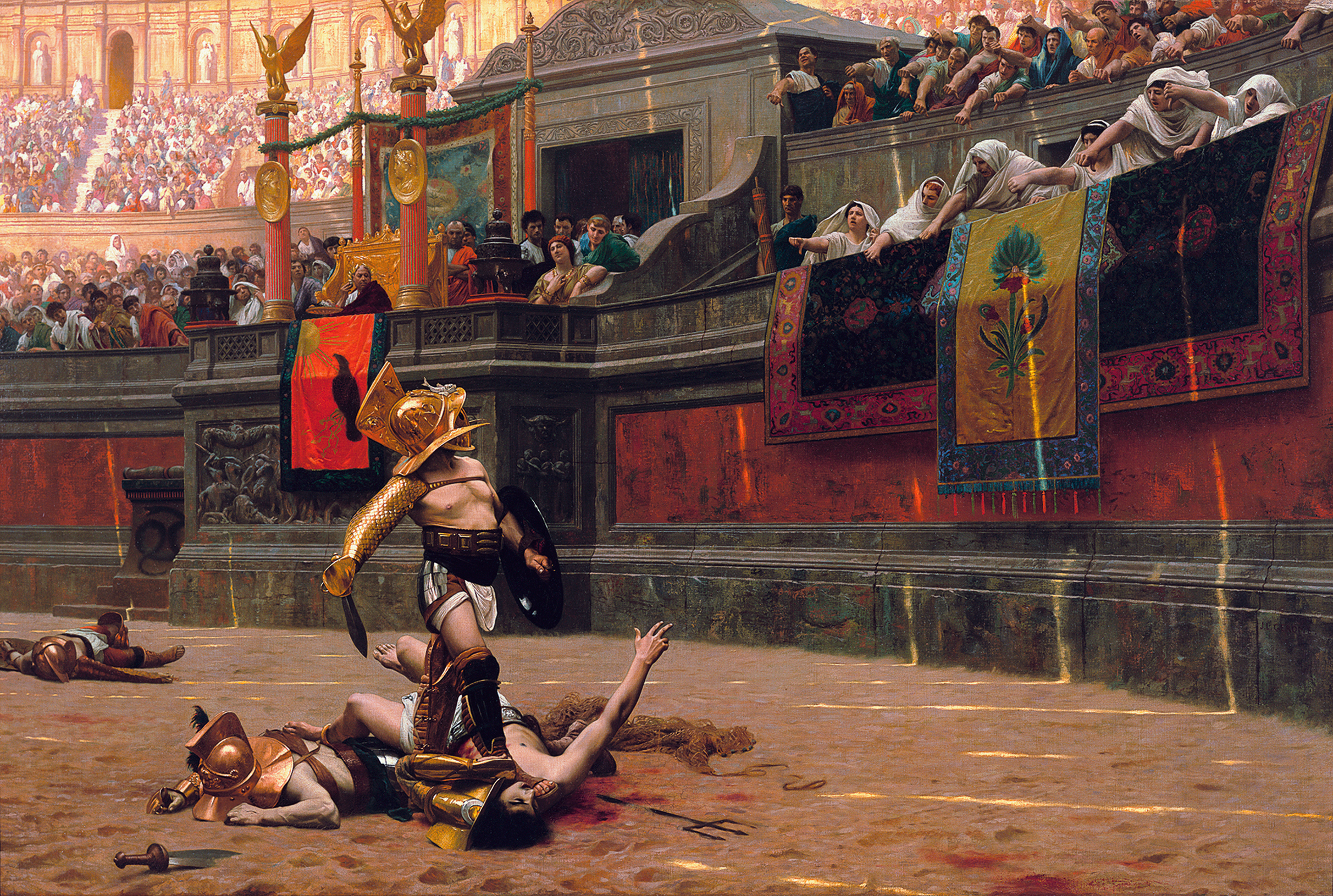
Pollice verso.